# Kenny Thomas (chanteur)
Pour le basketteur, voir Kenny Thomas.
Pour les articles homonymes, voir Thomas (patronyme).
Kenny Thomas est un chanteur britannique de blue-eyed soul, né le 12 septembre 1968 , à Islington,, dans le Grand Londres. Technicien à Btritish Telecom et boxeur amateur, il se reconvertit dans la chanson à la fin des années 1980. Il rencontre le succès en solo dans les années 1990 et compte huit singles classés dans le UK Top 40 et deux albums classés dans le UK Top 10.